# Pseudoplesiops revellei
Pseudoplesiops revellei är en fiskart som beskrevs av Schultz, 1953. Pseudoplesiops revellei ingår i släktet Pseudoplesiops och familjen Pseudochromidae. Inga underarter finns listade i Catalogue of Life.